# Ron Lea
Pour les articles homonymes, voir Ron et Lea.
Ron Lea est un acteur, réalisateur et producteur canadien né à Montréal au Canada.

## Filmographie

### Comme acteur

#### Cinéma
- 1981 : Happy Birthday : Souhaitez ne jamais être invité (Happy Birthday to Me) de J. Lee Thompson : le rendez-vous d'Amélia
- 1984 : Traitement mortel (The Surrogate) de Don Carmody : le vendeur
- 1985 : The Blue Man de George Mihalka : Mick
- 1987 : L'Homme de paille (en) (The Last Straw) de Giles Walker
- 1987 : Wild Thing de Max Reid : Dink
- 1988 : Les Aventuriers du timbre perdu (Tommy Tricker and the Stamp Traveller) de Michael Rubbo : Brin James
- 1988 : The Carpenter (en) de David Wellington (en) : Shérif Jonah « JJ » Johnston
- 1988 : La Loi criminelle (Criminal Law) de Martin Campbell : Gary Hull
- 1989 : Le Marchand d'armes (The Gunrunner) de Nardo Castillo : George
- 1989 : Témoin à abattre (Blind Fear) de Tom Berry : Cal
- 1989 : Jésus de Montréal de Denys Arcand : le médecin
- 1990 : A Touch of Murder de David Wellington : Bobby
- 1990 : Princes in Exile (en) de Giles Walker : Dr. Kattenberg
- 1990 : Cursed de Mychel Arsenault : Vladimir Spratz
- 1991 : La vengeance du loup (en) de Ryszard Bugajski : Peter Maguire
- 1992 : La Vie fantôme de Jacques Leduc : Pierre
- 1992 : Double or Nothing: The Rise and Fall of Robert Campeau de Paul Cowan : Bruce Wasserstein
- 1993 : Le Voisin (en) (The Neighbor) de Rodney Gibbons : John
- 1994 : Spike of Love de Steve DiMarco : Harold
- 1994 : Replikator (en) de G. Philip Jackson : Byron Scott
- 1995 : Aigle de fer 4 (Iron Eagle on the Attack) de Sidney J. Furie : Synder
- 1997 : Tuff Luk Klub de Bill Davidson : Dominic Gallano
- 1999 : Une carte du monde (A Map of the World) de Scott Elliott : Dan Collins
- 2003 : La Recrue (The Recruit) de Roger Donaldson : Bill Rudolph, le recruteur Dell
- 2003 : Hurt (en) de Steve DiMarco : le père de Darla
- 2003 : Summer with the Ghosts de Bernd Neuburger : Peter
- 2004 : Pacte avec le Diable (Dorian) d'Allan A. Goldstein : Détective Giatti
- 2004 : La Maison au bout du monde (A Home at the End of the World) de Michael Mayer : Burt Morrow
- 2004 : Secrets d'État (A Different Loyalty) de Marek Kanievska : Jack Hewitt
- 2006 : Bon Cop, Bad Cop de Érik Canuel : Brian MacDuff
- 2006 : The Sentinel de Clark Johnson : le détective #2
- 2006 : Steel Toes (en) de Mark Adam et David Gow : le journaliste
- 2007 : Saw 4 de Darren Lynn Bousman : Rex
- 2008 : Punisher : Zone de guerre (Punisher: War Zone) de Lexi Alexander : le capitaine Ross
- 2009 : Zombie Dearest de David Kemker : le révérend Harper
- 2010 : The Stranger de Robert Lieberman : Chef Ronald Picker
- 2011 : Afghan Luke (en) de Mike Clattenburg : Mark
- 2012 : Imaginaerum de Stobe Harju : Dr. Jansson
- 2013 : The Resurrection of Tony Gitone de Jerry Ciccoritti : Frank
- 2013 : Bank$tas de Jeff Stephenson : Jesse Finkelstein
- 2014 : Brick Mansions de Camille Delamarre : le lieutenant
- 2014 : Dr. Cabbie (en) de Jean-François Pouliot : Juge Charles Anders
- 2015 : When the Sky Falls de John L'Ecuyer : Nigel
- 2016 : An American Dream: The Education of William Bowman (en) de Ken Finkleman : Conseiller de Halberg #1
- 2017 : XX : The Box de Jovanka Vuckovic : Dr. Weller
- 2019 : Georgetown (en) de Christoph Waltz : Détective Reid
- 2022 : Rosie (en) de Gail Maurice : Jacques
- 2024 : The Apprentice de Ali Abbasi : Victor Palmieri

##### Courts-métrages
- 1983 : A Single Regret
- 1986 : Where Are You My Lovelies
- 1986 : The Trumpeter : Bauer
- 1986 : Gabe's Armie
- 1987 : People and Science: Deadlines : Bernie
- 1988 : Without Work: Killing Time
- 1989 : Without Work: Is Everyone Here Crazy
- 1998 : A Boy's Own Story : le père

#### Télévision

##### Séries télévisées
- 1990-1994 : Street Legal (en) : Brian Malony (51 épisodes)
- 1994-1995 : Catwalk : Gus Danzig (13 épisodes)
- 1996 : Omertà (Omerta, la loi du silence) : Gino Favara (5 épisodes)
- 1997-2000 : Wind at My Back (en) : Del Sutton (18 épisodes)
- 1997 : Omertà II - La loi du silence (Omertà II - La loi du silence) : Gino Favara
- 1998 : PSI Factor Saison 3, épisode 3 (série télévisée : Chief Phil Pratt)
- 1999 : Omertà, le dernier des hommes d'honneur : Gino Favara
- 2000 : Live Through This : Drake Taylor
- 2001-2004 : Doc : Dr. Oliver Crane (88 épisodes)
- 2001 : Largo Winch (Largo Winch: The Heir) : Van Dreema
- 2003 : Le Dernier Chapitre 2 : La Vengeance : Norm Atwood
- 2003 : Les Aventures tumultueuses de Jack Carter : Galvani
- 2006 : Casino : Thomas Wilson
- 2009 Flashpoint Saison 2, épisode 3 (série télévisée : Sgt. Daniel Rangford
- 2017 : Béliveau : Franck Selke
- 2018 : The Detectives (en) : Flavio Del Sordo
- 2019 : Suits ( Avocats sur mesure) :  Paul Richmond
- 2021 : Nuit blanche : Aidrian Flanagan
- 2025 : Les Enquêtes de Murdoch : Roy Bosworth (saison 18, épisode 9)

##### Téléfilms
- 1985 : The Blue Man : Mick
- 1986 : Spearfield's Daughter : Rossano
- 1987 : Shades of Love: Make Mine Chartreuse : Teitlebaum
- 1988 : Shades of Love: The Emerald Tear : Rusty
- 1988 : Shades of Love: Moonlight Flight : Arnie Glassman
- 1989 : The Phone Call : Carey Parker'
- 1989 : Red Earth, White Earth : Fenske
- 1991 : The Return of Eliot Ness : Pete Sheppard
- 1992 : The Diamond Fleece : Matrisciana
- 1993 : Le Triomphe de l'amour (Bonds of Love) : Reporter
- 1995 : Long Island Fever : Will Dannon
- 1995 : Disparu (Vanished) : Tom Armour
- 1995 : The Possession of Michael D. : The Police Chief
- 1995 : Au bénéfice du doute (Degree of Guilt) : Mackinlay Brooks
- 1995 : Ebbie : Paul
- 1996 : The Deliverance of Elaine
- 1996 : Shadow Zone: The Undead Express : Dad
- 1997 : Double vie (Lies He Told) : Sgt. Bill Bell
- 1997 : Chair de poule (Goosebumps) : Colin Blackwell
- 1998 : Giving Up the Ghost
- 1999 : Escape from Mars : Jason, Mission Control Weasel
- 1999 : Crime in Connecticut: The Story of Alex Kelly
- 1999 : Sea People : James (Amanda's Dad)
- 2001 : Bébé clone (After Amy)
- 2002 : Nous n'irons plus au bois (All Around the Town) : Brendan Moody
- 2004 : Il Duce canadese : Mazzotta
- 2005 : Mayday (en) : Harold Stein
- 2008 : Un cœur d'athlète (Victor) : Cliff Barry
- 2009 : L'aventure de Noël (Christmas Crash) de Terry Ingram : Frank Martin
- 2009 : Phantom, le masque de l'ombre (The Phantom) de Paolo Barzman : inspecteur Sean Davidson
- 2011 : Grossesse en danger (And Baby Will Fall) : Blanchard
- 2012 : Traquée sur la toile (Cyberstalker) : Détective Page
- 2018 : Mon Noël en Alaska (Northern Lights of Christmas) de Jonathan Wright : Doyle Hathaway
- 2019 : La nuit où ma fille a disparu... (Nowhere) de Thomas Michael : Sheriff Doug Mosley
- 2019 : L'atelier de jouets du Père Noël (Nostalgic Christmas) de J.B. Sugar : Bill Garrison

### Comme réalisateur
- 2001 : Doc (série télévisée)

### Comme producteur
- 1997 : Tuff Luk Klub